# 蕭軾
蕭軾（1508年—1588年），字仲敬，號龍洲，江西吉安府吉水縣人，民籍，明朝政治人物。

## 生平
嘉靖十年（1531年）辛卯科江西鄉試第八十一名舉人。嘉靖十七年（1538年）中式戊戌科會試第一百七十七名，登第三甲第一百八十九名進士。授浙江仁和县知县。萬曆十六年卒。

## 家族
曾祖蕭世禎；祖父蕭延通，贈刑部主事；父蕭晚，广西按察司副使。母楊氏（封安人）。具庆下。兄蕭幹。弟蕭轍（甲午舉人、贡士、知县）。